# Provincia di Phetchaburi
La provincia di Phetchaburi si trova in Thailandia, nella regione della Thailandia dell'Ovest. Si estende per 6 225,1 km², ha 482 193 abitanti (2020) e il capoluogo è il distretto di Mueang Phetchaburi. La città dove hanno sede le maggiori istituzioni è Phetchaburi, mentre quella più popolata è la stazione balneare di Cha-am.

## Geografia antropica

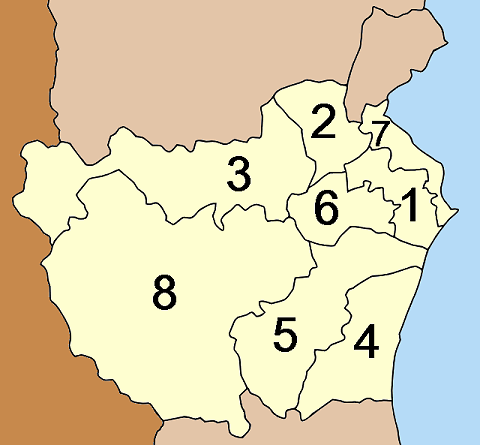
Mappa degli Amphoe

La provincia è suddivisa in 8 distretti (amphoe). Questi a loro volta sono suddivisi in 93 sottodistretti (tambon) e 681 villaggi (muban).
| 1. Mueang Phetchaburi 2. Khao Yoi 3. Nong Ya Plong 4. Cha-am | 1. Tha Yang 2. Ban Lat 3. Ban Laem 4. Kaeng Krachan |

### Amministrazioni comunali
Non vi sono città maggiori, i soli due comuni della provincia che hanno lo status di città minore (thesaban mueang) sono Phetchaburi e Cha-am, che a tutto il 2020 avevano rispettivamente 20 976 e 40 003 residenti. Tra i comuni di sottodistretto (thesaban tambon), il più popoloso era Tha Yang, che aveva 27 996 residenti.